# Руги

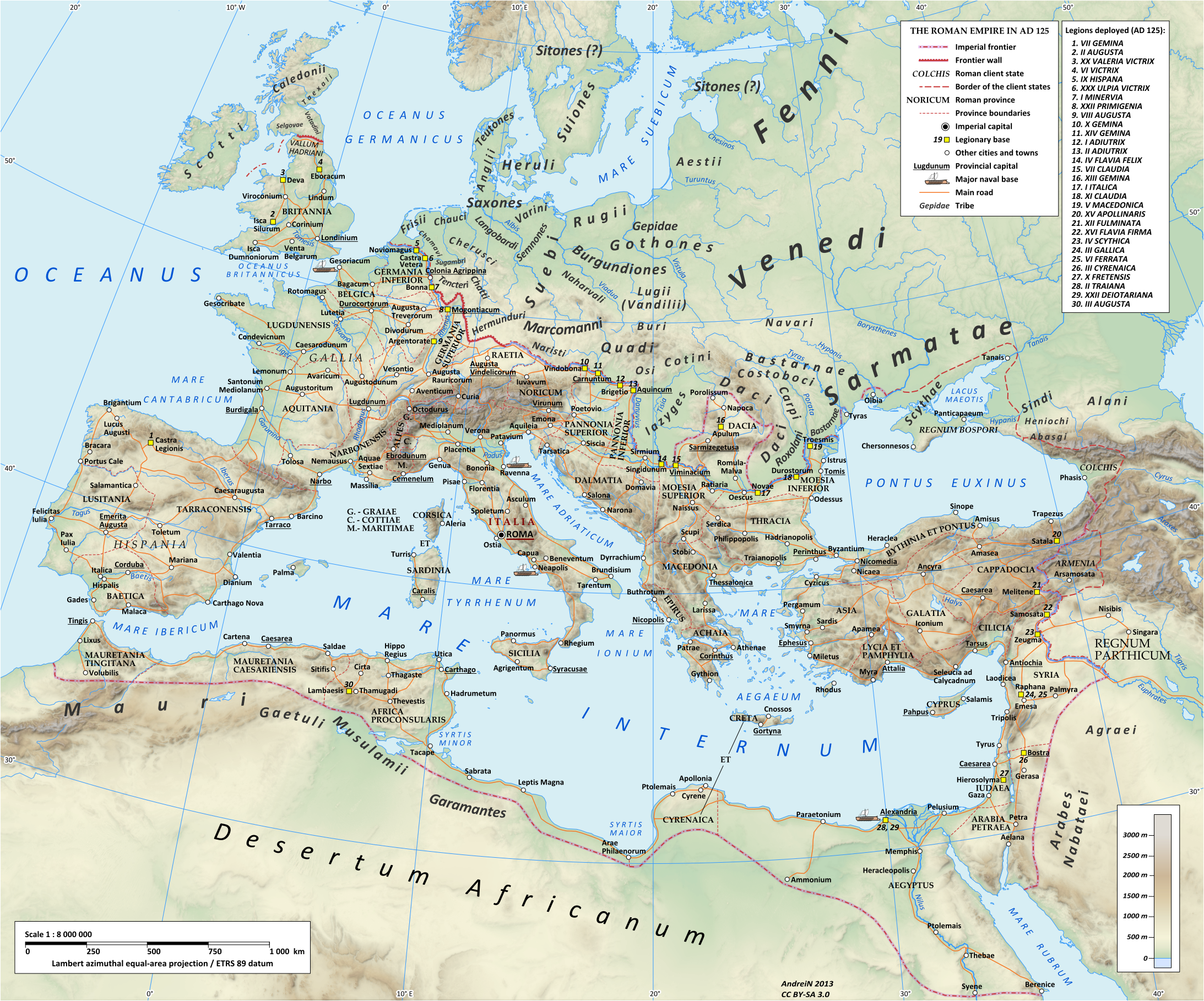
Ругии в южной Прибалтике в междуречье Одера и Вислы в 125 году

Руги (ругии, роги; лат. Rugii) — древнегерманское племя эпохи Великого переселения народов.
Версия о славянском происхождении ругов считается спорной: этноним «руги» начал применяться в Европе по отношению к русам и Киевской Руси только в X—XI веках.

## История ругов

### Античное время
Корнелий Тацит в трактате «Германия» локализовал местоположение племени ругиев на побережье Балтики, к востоку от Ютландского полуострова. Тацит сообщил, что они отличаются от других племён круглыми щитами, короткими мечами и покорностью царям. Соседями ругов на востоке были балтские племена эстиев, считающиеся предками пруссов. Южнее ругов обитали готы (готоны по Тациту).
Александрийский географ II века Клавдий Птолемей составил обширный труд, в котором постарался дать места обитания народов и населённых пунктов с их привязкой к географическим координатам. Ругов Птолемей разместил в Великой Германии (Γερμανίας Μεγάλης) на побережье Балтики между реками Виадуа (Одер) и Истулой (Висла), называя их ругиклеями (Ῥουτίκλειοι, Rugiclei). В их землях Птолемей обозначил нахождение города Ругиума (Ῥούγιον). Примерно в тех местах в XIII веке возник город Rügenwalde (совр. польский Дарлово).
Проживание ругов в регионе возле Балтийского моря отмечено в топониме Рюген, острова недалеко от устья Одера. О рюгенских славянах становится известно впервые в источниках с VII века. К VIII—IX векам Рюген выдвигается в экономическом и культурном развитии на первое место среди городов прибалтийских славян, а к XV веку стал немецким.
Немецкий просветитель и краевед Филипп Меланхтон, а также некоторые другие представители лютеранского кружка, утверждают, что «…После вторжения войска крестоносцев и разграбления поселения балтийских славян, проживавших на территории острова, венды мигрировали с Рюгена и отправились на поиски новой территории для проживания. Таковой стала территория восточного побережья Балтийского моря, занимавшая берег залива, впоследствии получившего название Рижского» от чего ими выдвигается версия о вендском происхождении гидронима и топонима Рига.
В южной части Норвегии существовала прибрежная область под названием Rogaland в значении «страна/земля ругов» (теперь это современный Ругаланн).

### Великое переселение народов

#### Расселение под натиском готов
Историк Иордан писал, что даны «пользуются среди всех племён Скандии славой по причине своего исключительного роста. Однако статностью сходны с ними также граннии, аугандзы, евниксы, тэтель, руги, арохи, рании». Иордан также назвал и «ульмеругов», что по мнению исследователей означает «островные руги».
Согласно Иордану, готы, мигрируя с «острова Скандзы», в котором большинство современных исследователей видят Скандинавию, вытеснили ульмеругов (или «островных ругов») с южного побережья Балтийского моря. На основании этого сообщения и сообщения Иордана об участии ругов в битве при Недао, предполагая тождественность ульмеругов и ругов, некоторыми исследователями делается предположение о том, что руги, под давлением готов, мигрировали с южного побережья Балтийского моря в Паннонию, где, якобы, попадают под власть Аттилы. По мнению Э. Томпсона, большая часть Паннонии до 427 года находилась в руках гуннов, что отмечается поздними источниками. Иордан не уточняет на чьей стороне воевали руги в битве при Недао.
Согласно Иордану, после этого сражения руги испросили разрешения у Римской империи поселиться в восточной Фракии, в поселениях Бицции и Аркадиополе, последнее из которых в 442 году было захвачено Аттилой. Там же Иордан сообщает, что и побеждённые гунны избрали для своего поселения отдалённые места Малой Скифии и прибрежной Дакии.
По-видимому некоторые из ругов всё же остались на территории нижней Паннонии, где они отмечаются таким источником как «Житие святого Северина», который был написан его учеником Евгиппием и относится ко второй половине V века. Руги короля Флакцитея осевшие на северном берегу Дуная вступили в союз с римлянами против остготов, которые, осевши на территориях Верхней Паннонии, не давали ругам прохода в Италию. Союзники, в 469 году, были разбиты остготами в сражении при реке Болии.
Примерно в 475 году вместо умершего Флакцитея королём ругов стал его сын Фелетей.
В 476 году начальник варварского войска Одоакр сверг последнего римского императора, став первым германским правителем Италии. По сообщению Иордана, Одоакр и сам был из ругов, но большинство исследователей склоняются к тому, что он, как и его отец Эдика, так же участвующий в сражении при реке Болии, происходил из германского племени скиров. Однако, Приск Панийский сообщал, что Орест, отец последнего римского императора Ромула Августа, «только прислужник и писец Аттилы, а Эдекон», отец Одоакра, «как известный храбрец и природный гунн, многим превышает Ореста».
На мраморной плите сохранившейся в катакомбах «монашеской Горы» при костеле святого Петра в городе— крепости провинции Норик Ювавум (совр. Зальцбург) Одоакр называется «королём рутенов»: «Года Божьего 477 Одоакер, король рутенов (Odoacer Rex Rhutenorum), а также гепидов, готов, унгар и герулов, выступал против церкви Божией. Благочестивый Максим с его 50 учениками, что молились с ним в этой пещере, за исповедание веры жестоко мучен и сброшен вниз, а провинция Норикум мечом и огнём опустошена».

#### Разделение ругов в войне с Одоакром
В 487 году император Византии Зинон убедил Фелетея разорвать союз с Одоакром и вторгнуться в Италию. Не все поддерживали эту идею, и среди ругов разгорелась междоусобица: брат Фелетея Фердерух, сторонник мира с Одоакром, под предлогом мести за разграбление монастыря святого Северина Норикского был убит своим племянником Фридерихом.
В ответ на это Одоакр, нанося упреждающий удар, в 487 году напал на Норик, разбил войско ругов около Венского Леса и увёл в плен короля Фелетея с его супругой Гизо, которые после были казнены в Италии. Сын короля Фредерих возглавил ослабевших ругов. После ещё одного похода, предпринятого в 488 году братом Одоакра Онульфом, придунайское государство ругов окончательно было уничтожено.
Спасаясь от Одоакра, оставшиеся руги присоединились к вождю остготов Теодориху Великому. С ними Теодорих вошёл в Италию в 489 году, где захватил власть в 493 году, убив на пиру Одоакра.
Места на Дунае (Rugorum patria), где проживали руги до их разгрома Одоакром, заняли лангобарды, как о том сообщает Павел Диакон в «Истории лангобардов». О том же повествуется в труде «Происхождение народа лангобардов» неизвестного автора первой половины VII века, где называется страна Ругиланд (Rugilanda).

#### Руги под властью остготов
Руги упоминаются Прокопием Кесарийским при событиях 541 года: «Эти руги являются одним из готских племён, но издревле они жили самостоятельно. Когда первоначально Теодорих объединил их с другими племенами, то они стали числиться в среде готов и вместе с ними во всем действовали против врагов. Они никогда не вступали в браки с чужеземными женщинами и благодаря этому несмешанному потомству они сохраняли в своей среде подлинную чистоту своего рода».
В тот год руги провозгласили своего соотечественника Эрариха королём готского королевства в Италии после убийства прежнего короля Ильдебада. Процарствовав 5 месяцев, Эрарих был убит готами, и на освободившийся престол взошёл гот Тотила.
В 558 году ругов упомянул в списке варварских племён в эпитафии, посвящённой святому Мартину Турскому, епископ Мартин Бракарский, уроженец Паннонии, где ещё жила память о племени ругов, обитавшем недалеко от тех мест.
В «Видсиде», древнейшем памятнике германской поэзии (IV—VI вв.), в списке наиболее известных племён Европы упоминаются руги и островные руги (хольмрюгги) без их географической локализации.
Историк Беда Достопочтенный упомянул в своей «Церковной истории народа англов» (начало VIII века) ругиев на побережье Балтики, причислив их к германским племенам.

## Отнесение ругов к славянам
В современной академической науке вопрос о родстве ругов со славянами является спорным, и считается, что этноним «руги» начал применяться в латиноязычной литературе по отношению к русам только в X—XI веках.
Около 905 года издан «Раффельштеттенский таможенный устав», для взимания торговых пошлин с купцов от ругов и богемов (чехов), желающих торговать в Баварской Восточной марке на Дунае. Современный историк и филолог А. В. Назаренко считает, что ругами здесь именовались купцы из Киевской Руси.
В «Продолжении хроники Регино из Прюма» Адальберта Магдебургского, в повествовании о миссии епископа Адальберта в 961—962 годах в Киев, Княгиня Ольга называется королевой ругов (reginae Rugorum) и русичи неоднократно именуются ругами.
Английский священник Роджер в своей «Хронике» конца XII века, описывая события в Англии в 1-й половине XI века, пишет об Эдварде Изгнаннике: «бежал из этой земли в землю ругов, которую мы называем Руссией».
Сведения о ругах (как жителях Руси) проникли также во Францию в связи с женитьбой французского короля Генриха I на Анне (1051 г.), дочери Ярослава Мудрого. Сообщая об этой свадьбе, Гийом Жюмьежский, автор истории норманнов, писал, что Генрих женился на дочери короля ругов. Некоторые авторы (Г. Ловмяньский) предполагают, что эти сведения были получены им из окружения Анны.
Историк-славист дореволюционной России В. И. Ламанский считал руян и ругов одним племенем.
Историк А. Г. Кузьмин утверждает, что названия руги, роги, рузи, русы, руяне (rujanen, rani) относятся к одному и тому же народу, что объясняется вариативностью позиционных аллофонов g / j, j/z и прочтения букв j/i (сравн. ruth, ruz, rud (кельт. «красный»), roux, rousse — (совр. франц. «рыжий, рыжая»), rouge — (совр. франц. «красный»), серб. «руйан» — «тёмно-красный»), также чередование звуков «г», «ж», «з» может происходить при склонении, как, к примеру, в русских словах «друг», «дружба», «друзья». Например, руг (единственное число), Ружана (остров) и рузи (множественное число) или руг, ружанин, и рузи.
С. В. Перевезенцев в своих научно-популярных работах также отстаивает точку зрения о славянстве ругов.
В целом сторонников исконного славянства ругов объединяет отрицание произошедшей в V—VII веках н. э. ассимиляции пришлыми славянами той части автохтонного германоязычного населения востока Центральной Европы, которая не приняла участие в Переселении народов.

## В археологии
Некоторые исследователи указывают на ругов наряду с готами как на носителей оксывской археологической культуры (II век до н. э. — I век н. э.) в Польском Поморье (между Одером и Вислой).

## Епископы Ругийские
1. Либуций (959—961)
2. Адальберт (961—962)
3. Бруно (1007—1008)